# الکس واندرکای
الکس واندرکای (به انگلیسی: Alex Vanderkaay) (زادهٔ ۲۱ ژوئن ۱۹۸۶) شناگر اهل ایالات متحده آمریکا است.